# Grégory Saint-Géniès
Grégory Saint-Géniès, né le 23 mai 1977 à Maisons-Alfort, est un skeletoneur français.

## Biographie
Il commence sa carrière de sportif comme rameur, au club d'aviron de Joinville-le-Pont, durant 15 ans. Déçu par ses résultats, il se tourne vers des sports de glisse de vitesse, songeant d'abord au bobsleigh, ne connaissant pas le skeleton.
En janvier 2010, il se qualifie pour participer aux Jeux olympiques de Vancouver.

## Palmarès
Il termine 15e de l'épreuve de skeleton des Jeux Olympiques de Vancouver de 2010, avec un temps de 3:33.31 (le vainqueur est le canadien Jon Montgomery, avec un temps de 3:29.73)